# 天羽真理
天羽 真理（あもう まり、11月24日 - ）は、 日本の漫画家、原画家。女性。徳島県在住。かつては、フェニキア雅子名義で作品を発表していた。同人サークル「AION」としても活動している。

## 特徴
主として、『COMICポプリクラブ』誌（マックス）に作品を発表していた。作品の世界観が共通しており、前回の脇役が主役になっていることも多い。とりわけ、「僕の青い鳥」に初登場した舞ねえちゃんはシリーズキャラクターになった。のっぺらぼうのような自画像を描く。カードゲームやPCソフトのイラストも担当している。
ガーディニングが趣味。

## 作品リスト

### 単行本
1. 『マシュマロ・ボックス』 2001年10月初版発行、久保書店〈ワールドコミックススペシャル〉、ISBN 4-7659-0695-7 ※フェニキア雅子名義
  - 収録作品：「好きのカタチ」、「魔女の条件」、「となりのお兄ちゃん」、「サクラ・サク」、「友情フォーエヴァー」、「花一杯君が好き」、「ご主人様と私。」[注 1]、「Delicious!」、「This song for you」[注 2]、「Sacrifice」、「世界タービン」「雨やどり」、「milk white」、「マシュマロ・ボックス」
2. 『女の子図鑑』 2003年10月初版発行、久保書店〈ワールドコミックススペシャル〉、ISBN 4-7659-0718-X ※フェニキア雅子名義
  - 「秘密特訓」 （描き下ろし）
  - 「ラッキーボーイ」 （貧乳日記 2003年7月）
  - 「ドナドナ」 （貧乳部室 2003年5月）
  - 「はれときどきうさぎ」 （貧乳注意！ 2003年9月）
  - 「スリル」 （ふんにゅう冥利 2003年11月）
  - 「Cross my heart」 （貧乳日和 2001年11月）
  - 「先輩……」 （貧乳教育 2001年9月）
  - 「愛情表現」 （貧乳研究 2002年4月）
  - 「伝わる心」 （貧乳生活 2002年6月）
  - 「眠り姫の王子様」 （貧乳楽園 2002年8月）
  - 「大きくなる子」 （貧乳画報 2002年10月）
3. 『女の子通信』 2005年5月初版発行（2005年4月19日発売[7]）、久保書店〈ワールドコミックススペシャル〉、ISBN 4-7659-0920-4
  - 「女の子通信」 （描き下ろし）
  - 「忘れ物注意」 （貧乳もの♡ 2004年9月）
  - 「非日常のススメ」 （貧乳缶詰 2003年12月）
  - 「続・非日常のススメ」 （貧乳大陸 2004年3月）
  - 「極楽喫茶」 （貧乳祭典 2004年5月）
  - 「極楽喫茶～想像編～」 （貧乳愛好会 2004年7月）
  - 「サイレン」 （大貧乳運動会 2004年11月）
  - 「サイレン2」 （貧乳LOVE 2005年1月）
  - 「路傍の猫」 （大貧乳調査団 2005年3月）
4. 『恋する女の子』 2008年9月（2008年8月27日発売[8]）、マックス〈ポプリコミックス〉、ISBN 978-4-903491-78-3
  - 「はずかしいけど...」 （COMICポプリクラブ 2007年4月号）[注 3]
  - 「今日から恋人」 （COMICポプリクラブ 2006年7月号）
  - 「僕の青い鳥」 （COMICポプリクラブ 2006年10月号）[注 4]
  - 「準備OK？」 （COMICポプリクラブ 2007年1月号）
  - 「委員さんのヒミツ」 （COMICポプリクラブ 2007年7月号）
  - 「台風の夜に」 （COMICポプリクラブ 2007年10月号）
  - 「かぜようび」 （COMICポプリクラブ 2008年1月号）[注 4]
  - 「メガネは顔の一部です」 （COMICポプリクラブ 2008年4月号）
  - 「守ってあげたい」 （COMICポプリクラブ 2008年8月号）
5. 『H系女の子』 2011年1月（2010年12月16日発売[9]）、マックス〈ポプリコミックス〉、ISBN 978-4-86379-036-0
  - 「暑い夏のすごしかた」 （COMICポプリクラブ 2009年8月号）
  - 「おじいちゃんの贈り物」 （COMICポプリクラブ 2008年11月号）
  - 「どちらがお好み？」 （COMICポプリクラブ 2009年2月号）[注 4]
  - 「春 ら、ら、ら」 （COMICポプリクラブ 2009年5月号）
  - 「楽しい？ 入院生活」 （COMICポプリクラブ 2009年11月号）
  - 「ジュースではありません これはお酒です」 （COMICポプリクラブ 2010年2月号）
  - 「我慢できなくて…」（コミックPフラート VOL.5〈COMICポプリクラブ6月号増刊〉）
  - 「おべんきょしましょ♥」 （COMICポプリクラブ 2010年8月号）
  - 「メイドはじめました」 （COMICポプリクラブ 2010年11月号）[注 4]
  - 「せっかくなので小さくしてみました」 （同人誌 2009年8月発行）
  - 「メイドその後」 （描き下ろし）
6. 『桃色SWEETガールズ』 2013年7月（2013年6月24日発売[10]）、マックス〈ポプリコミックス〉、ISBN 978-4-86379-093-3
  - 「おねだりサンタ♥」 （COMICポプリクラブ 2012年1月号）
  - 「君の昔と君の今」 （COMICポプリクラブ 2013年1月号）
  - 「悪魔の姉妹がやってきた」 （COMICポプリクラブ 2012年4月号）
  - 「悪魔の姉妹といつまでも」 （COMICポプリクラブ 2012年7月号）
  - 「悪魔の姉妹と×××」 （COMICポプリクラブ 2012年10月号）
  - 「ひろって下さい♥」 （COMICポプリクラブ 2011年7月号）
  - 「おにいちゃんは心配症」 （COMICポプリクラブ 2011年10月号）
  - 「花のキャンパスライフ」 （COMICポプリクラブ 2011年4月号）
  - 「おそってほしいの♥」 （COMICポプリクラブ 2013年4月号）
  - 「はらぺこWEDDING♥」 （描き下ろし）

### 原画・イラスト
- 『AR ～忘れられた夏～』 2006年、CIRCUS
- 『D.C.P.K. ～ダ・カーポーカー～』 2008年、CIRCUS
- 『カラフルウィッシュ 〜12コのマジ★キュン!〜』 2008年、戯画
- 『ふぇいばりっと Sweet!』 2010年、Lost Script